# Élections législatives algériennes de 1997
Les élections législatives de 1997 en Algérie sont des élections législatives qui ont lieu le 5 juin 1997 pour élire les 380 députés de l'Assemblée populaire nationale de l'Algérie.

## Contexte
Depuis l'arrêt du processus électoral de 1991, le pays connaît une situation sécuritaire très grave avec de nombreux attentats et massacres contre l'État et les populations civiles. 
L'armée, qui détient le pouvoir politique depuis le coup d'État du 11 janvier 1992, organise des élections nationales pour assurer une légitimité au régime en 1995 (présidentielles) et 1997 (législatives). En dépit de ce souhait apparent de démocratisation, les élections restent de fait largement contrôlées par les militaires voulant conserver le pouvoir qu'ils détiennent. 300 000 hommes sont déployés à travers le territoire pour prévenir tout attentat durant le scrutin.

## Résultats
|                                | Rassemblement national démocratique (RND)             | 3 533 434  | 33,66  |     | 156 | --            |  |  |  |
|                                | Mouvement de la société pour la paix (MSP)            | 1 553 154  | 14,80  |     | 69  | --            |  |  |  |
|                                | Front de libération nationale (FLN)                   | 1 497 285  | 14,26  |     | 62  | --            |  |  |  |
|                                | Mouvement de la renaissance islamique - Ennahda (MRI) | 915 446    | 08,72  |     | 34  | --            |  |  |  |
|                                | Front des forces socialistes (FFS)                    | 527 848    | 05,03  |     | 20  | --            |  |  |  |
|                                | Rassemblement pour la culture et la démocratie (RCD)  | 442 271    | 04,21  |     | 19  | --            |  |  |  |
|                                | Indépendants                                          | 459 233    | 04,37  |     | 11  | --            |  |  |  |
|                                | Parti des travailleurs (PT)                           | 194 493    | 01,85  |     | 4   | --            |  |  |  |
|                                | Parti républicain progressiste (PRP)                  | 65 371     | 00,62  |     | 3   | --            |  |  |  |
|                                | Union pour la démocratie et les libertés (UDL)        | 50 190     | 00,48  |     | 1   | --            |  |  |  |
|                                | Parti social-démocrate (PSD)                          | 36 374     | 00,34  |     | 1   | --            |  |  |  |
|                                | Bulletins blancs ou nuls                              | 502 787    | 04,57  |     |     | --            |  |  |  |
|                                |                                                       |            |        |     |     |               |  |  |  |
| Total (participation : 65,60 ) | Total (participation : 65,60 )                        | 10 999 139 | 100,00 | N/A | 380 | en stagnation |  |  |  |

### Analyse
Sur 380 élus, 12 sont des femmes.